# Mr. Roboto
Mr. Roboto ist ein  Synthie-Pop/Rocksong von Styx, der von Dennis DeYoung geschrieben wurde und auf dem Album Kilroy Was Here erschien. Das Stück wurde am 11. Februar 1983 als Single veröffentlicht und in Kanada ein Nummer-eins-Hit.

## Inhalt
Der Refrain beginnt mit dem japanischen Satz „Dōmo arigatō (vielen Dank), Mr. Roboto“. Das Lied erzählt von der fiktiven Figur Robert Orin Charles Kilroy (abgekürzt ergibt der Name „R.O.C.K.“, was wiederum ein Apronym darstellt), der in einer Rockoper namens Kilroy Was Here mitspielt, die von der Band als Bühnenshow angelegt war. Der Teil des Liedes, den Dennis DeYoung singt, ist die Rolle von Kilroy, der in einem futuristischen Gefängnis von der „Anti-rock-and-roll-group The Majority for Musical Morality“ (Anti-Rock&Roll-Vereinigung 'Die Mehrheit für musikalische Moral') und deren Gründer Dr. Everett Righteous eingesperrt wurde. Mit Roboto sind die Roboter, die das Gefängnis überwachen, gemeint. Der Song endet mit seinem Zitat: „Ich bin Kilroy, Kilroy!“ Die Sätze der Roboter wurden mit einem Vocoder gesprochen. Als Synthesizer verwendete die Band einen Oberheim OB-Xa und einen PPG Wave.

## Musikvideo
Die Regie des Musikvideos übernahm Brian Gibson, das Video wurde auf einer Bühne gedreht und die Handlung stark an den Song angelehnt. Zu Beginn sieht man Jonathan Chance (gespielt von Tommy Shaw) im fiktiven Rock Museum, dort trifft er auf Kilroy und einen Roboter. Der Roboter verwandelt sich in fünf Roboter, sie tanzen. Danach verwandeln sie sich in die Mitglieder von Styx. In Fadeouts befreit sich Kilroy, indem er einige Roboter in die Flucht schlägt und, als einer von ihnen verkleidet, durch einen Belüftungsschacht flüchtet. Am Ende verwandeln sich Styx in Roboter zurück.

## Kommerzieller Erfolg

### Chartplatzierungen
| ChartsChartplatzierungen       | Höchstplatzierung | Wochen |
| ------------------------------ | ----------------- | ------ |
| Deutschland (GfK)              | 8 (18 Wo.)        | 18     |
| Österreich (Ö3)                | 16 (4 Wo.)        | 4      |
| Schweiz (IFPI)                 | 4 (6 Wo.)         | 6      |
| Vereinigte Staaten (Billboard) | 3 (18 Wo.)        | 18     |
| Vereinigtes Königreich (OCC)   | 90 (6 Wo.)        | 6      |

| ChartsJahrescharts (1983)      | Platzierung |
| ------------------------------ | ----------- |
| Deutschland (GfK)              | 65          |
| Vereinigte Staaten (Billboard) | 28          |

### Auszeichnungen für Musikverkäufe
| Land/Region               | Auszeichnungen für Musikverkäufe (Land/Region, Auszeichnung, Verkäufe) | Verkäufe  |
| ------------------------- | ---------------------------------------------------------------------- | --------- |
| Kanada (MC)               | Gold                                                                   | 50.000    |
| Vereinigte Staaten (RIAA) | Gold                                                                   | 1.000.000 |
| Insgesamt                 | 2× Gold ·                                                              | 1.050.000 |

## Coverversionen
- 1995: Thomas Dolby
- 2002: Polysics
- 2004: Dennis DeYoung